# Храм Святой Троицы (Ваулово)
Храм Святой Троицы деревни Ваулово (Троицкая церковь) — приходской православный храм в городском округе Чехов, в деревне Ваулово. Относится к Чеховскому благочинию Подольской епархии Русской православной церкви.
Является памятником архитектуры регионального значения.

## История
Основан в 1732 году князем В. Г. Мышинским как домовая церковь. 1 сентября 1849 г. случился пожар и церковь сгорела. С марта 1850 г. богослужения стали совершаться во временном молитвенном доме. Церковной общиной было принято решение строить новую двухпрестольную каменную церковь с главным престолом во имя Святой Троицы. 11 сентября 1856 г. митрополит Московский и Коломенский Филарет выдал храмозданную грамоту с благословением на строительство, а к 1860 году строительные работы были завершены. В 1901 году была построена трапезная часть храма с двумя теплыми приделами во имя Казанской Божией Матери и святителя Николая Чудотворца. В этом же году была возведена и трёхъярусная колокольня.
В советское время храм не закрывался и был одним из трех действующих в Чеховском округе.